# In-Fusio
In-Fusio était une société créée à Bordeaux en 1998 spécialisée dans les jeux vidéo sur téléphone portable (plus précisément jeu mobile).

## Historique
Elle a été placée en liquidation judiciaire le 29 juillet 2009.
La société a été rachetée le 10 mai 2007 par Zenops en même temps que la société Filao,.
La société Zenops a été mise en liquidation judiciaire le 28 juillet 2009.

## Liste de jeux
- 2003 : 007 Ice Racer
- 2003 : The Terminator
- 2003 : Golden Tee Golf Tournament
- 2003 : Elf Bowling
- 2003 : Charmed
- 2003 : IF Racing[6]
- 2003 : Crazy Cobra
- 2003 : Crash Bandicoot
- 2003 : Spyro
- 2003 : Bomb Jack
- 2003 : South Park
- 2003 : Jurassic Park 3
- 2003 : Roller Kid
- 2003 : Skate Kid
- 2003 : Football Fans
- 2003 : Malibu Ride
- 2003 : Crazy Pet 2
- 2003 : Splat Boy
- 2003 : Kung Fu Legend
- 2003 : Mission 3D
- 2003 : Space War
- 2003 : Abalone
- 2003 : E.T. Adventure
- 2003 : Foot Challenge
- 2003 : PanKo
- 2004 : Wallbreaker
- 2004 : Shado Fighter
- 2004 : Movie Trivia Rave
- 2004 : Banjo-Kazooie : La Revanche de Grunty Mobile
- 2004 : Rollerblade Challenge
- 2004 : IF Racing Head 2 Head
- 2004 : Chicago Guns
- 2004 : Celebrity Chic
- 2004 : Pikubi
- 2004 : Sphere Madness
- 2004 : Solitaire Gold
- 2004 : Casino Nights
- 2004 : Winter Sports
- 2004 : Flynn's Adventures
- 2004 : Fruit Factory
- 2004 : IF Racing 2
- 2004 : DJ Bubble Multiplayer
- 2004 : Midtown Madness 3 Mobile
- 2004 : Mutant Alert
- 2004 : Rambo Forever
- 2004 : Boomerang Joe
- 2004 : Beauty Centre
- 2004 : Jungle Run
- 2004 : Crazy Cobra 2
- 2004 : Eagle Squadron
- 2004 : Ghost Hunter
- 2005 : Terminator: I'm Back
- 2005 : Ice Age Skater
- 2005 : Golden Tee Advanced
- 2005 : It's Mr. Pants
- 2005 : Zoo Tycoon 2 Mobile
- 2005 : Smiley Tactics
- 2005 : Nickelodeon's Hey Arnold
- 2005 : Sabre Wulf
- 2005 : Age of Empires II Mobile
- 2005 : Banjo-Kazooie: Grunty's Revenge Missions
- 2005 : Tour de France
- 2005 : Astérix : Sauver Obélix
- 2005 : Rambo On Fire
- 2005 : Halloween Night
- 2005 : IF Ski Jumping
- 2005 : Feeding Frenzy
- 2005 : Zombi Nurse
- 2005 : Star Wars, épisode III : La Revanche des Sith
- 2005 : SexyBreaker Manga
- 2005 : Dakar 2005
- 2005 : Christmas Tales
- 2006 : Neopets Mobile
- 2006 : Line Rider
- 2006 : IF Extreme Ski
- 2006 : Terminator Revenge
- 2006 : Astérix et les Vikings
- 2006 : Monkey Business
- 2006 : IF Reversi
- 2006 : IF Ping Pong
- 2006 : Malibu Ride 2
- 2006 : Sexy Video Poker
- 2006 : Fighter Pilot Evolved
- 2006 : Bomb Squad
- 2006 : Wallbreaker 2: Reloaded - The Diamond of Zorg
- 2006 : Pikubi 2: Rainbow Attack!
- 2006 : Battlestar Galactica
- 2006 : Sphere Madness 2
- 2006 : Age of Empires II Deluxe Mobile
- 2007 : Penguin Fever
- 2007 : Zoo Tycoon 2: Marine Mania
- 2007 : Les Âmes maudites
- 2007 : The Musketeers
- 2007 : Twin Spin
- 2007 : Hollywood Star
- 2007 : The Incredible Machine
- 2007 : Arthur et les Minimoys
- 2007 : Astérix et Cléopâtre
- 2007 : Cristiano Ronaldo Underworld Football
- 2008 : Yamakasi Masters
- 2008 : Adv. Brain Trainer 1
- 2008 : Adv. Brain Trainer 2
- 2008 : RAW Special Unit
- 2009 : Magnetic Joe 2
- 2009 : YetiSports: Game Pack
- 2009 : Paperboy: Wheels on Fire
- 2009 : F-22 Raptor
- 2009 : Activision Anthology (Pocket PC)
- 2009 : Tower Wars (Pocket PC)